# Karpofor
Karpofor är ett skaft som separerat bär upp en frukt eller en delfrukt. Det förekommer till exempel hos flockblommiga växter, där fruktämnet vid mognaden delas upp i två delfrukter. Dessa delfrukter är försedda med varsin karpofor. Ordet betyder frukt-bärare.

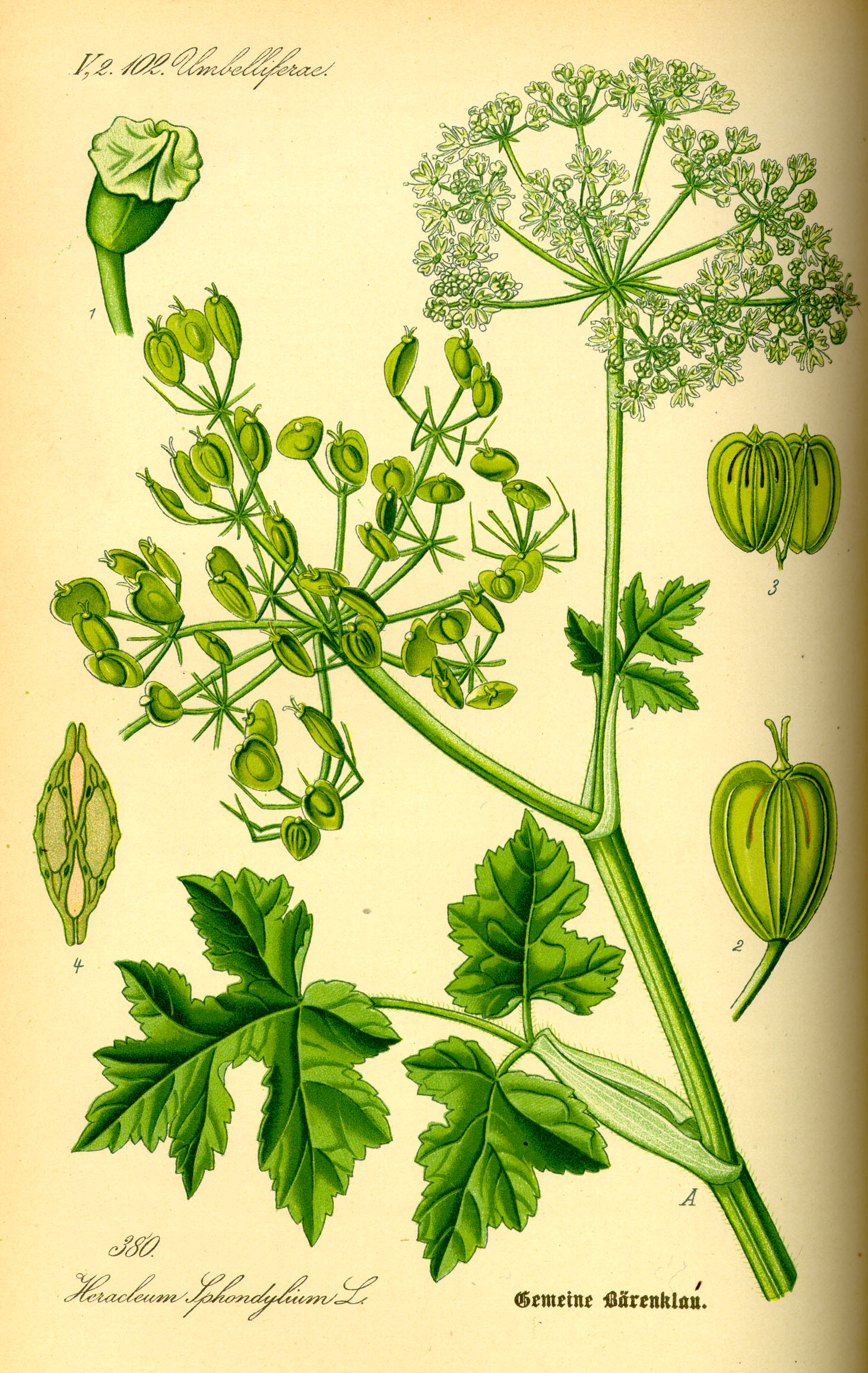
Björnloka, vid punkt 3 syns två delfrukter med karpofor.
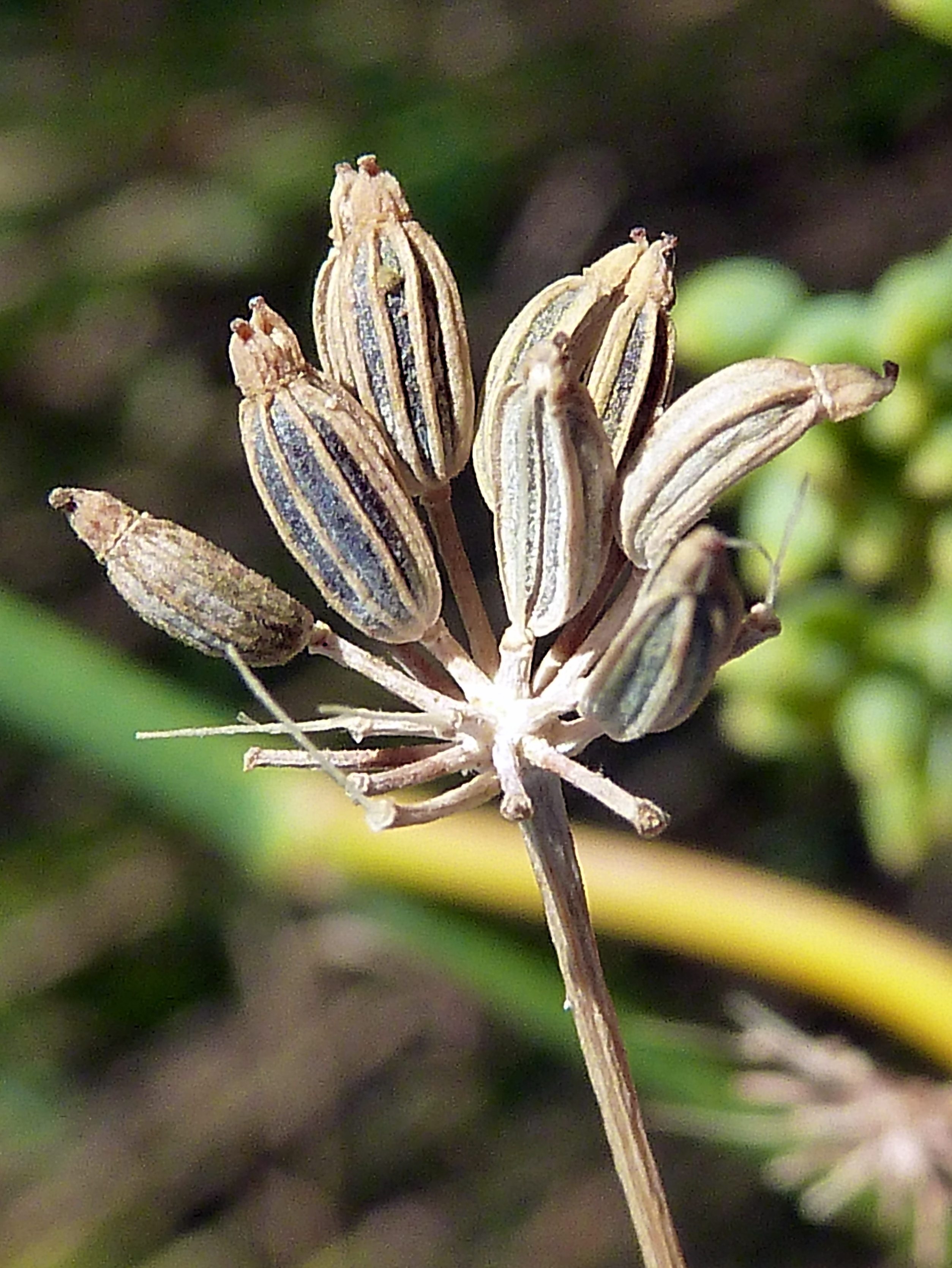
Fänkål med mogna frukter. Några karpoforer syns närmast kameran, där delfrukterna lossnat.